# Real Aeroclub de Jerez
El Real Aeroclub de Jerez es el Aeroclub del Real Aero Club de España con sede en el Aeropuerto de Jerez en Jerez de la Frontera (Cádiz) España. Fue fundado en 1971 por el aristócrata Álvaro Domecq Díez y el coronel Juan Machuca Ruiz, su primer presidente, en presencia del infante Alfonso de Orleans, su presidente de honor. Su concepción se remonta a 1938, y las primeras operaciones del espacio, a 1948, cuando se utilizaba como escuela de formación de pilotos exclusivamente militar. Hoy alberga una escuela de formación de pilotos civiles y organiza actividades de divulgación de la aviación, festivales y campeonatos.

## Órgano de gobierno
Hasta 1993, los terrenos en los que hoy se ubica el aeropuerto de Jerez pertenecían al Ejército del Aire y en ellos se encontraba la Base aérea de La Parra. La división Ala 22 tuvo esta base como sede antes de trasladarse a Morón. Entre otros cargos, la base contaba con un coronel al mando, que además ostentaba el cargo de presidente del aeroclub.
Los presidentes del aeroclub durante la etapa militar de La Parra fueron:
- Coronel Juan Machuca Ruiz (fundador; 1971-1972)[6]
- Coronel Barsen García-López Rengel (1977-1979)
- Coronel Porfirio Chillón Corbalán (1979-1982)
- Coronel Enrique Richard Marín (1987-1989)
- Coronel  García Rodríguez (1989-1991)
- Coronel Rafael Astruc Franco (1991-1993)

El 30 de septiembre de 2020 se proclamó presidente a Jesús Puente Álvarez, relevando a Javier Moreno Jiménez.

## Actividades divulgativas
Desde sus comienzos, el aeroclub se centró en la organización de actividades de divulgación aeronáutica. Cabe destacar la organización de festivales aéreos, talleres de aeromodelismo, campeonatos de España de vuelo acrobático y bautismos aéreos.

### Festivales Aéreos Ciudad de Jerez

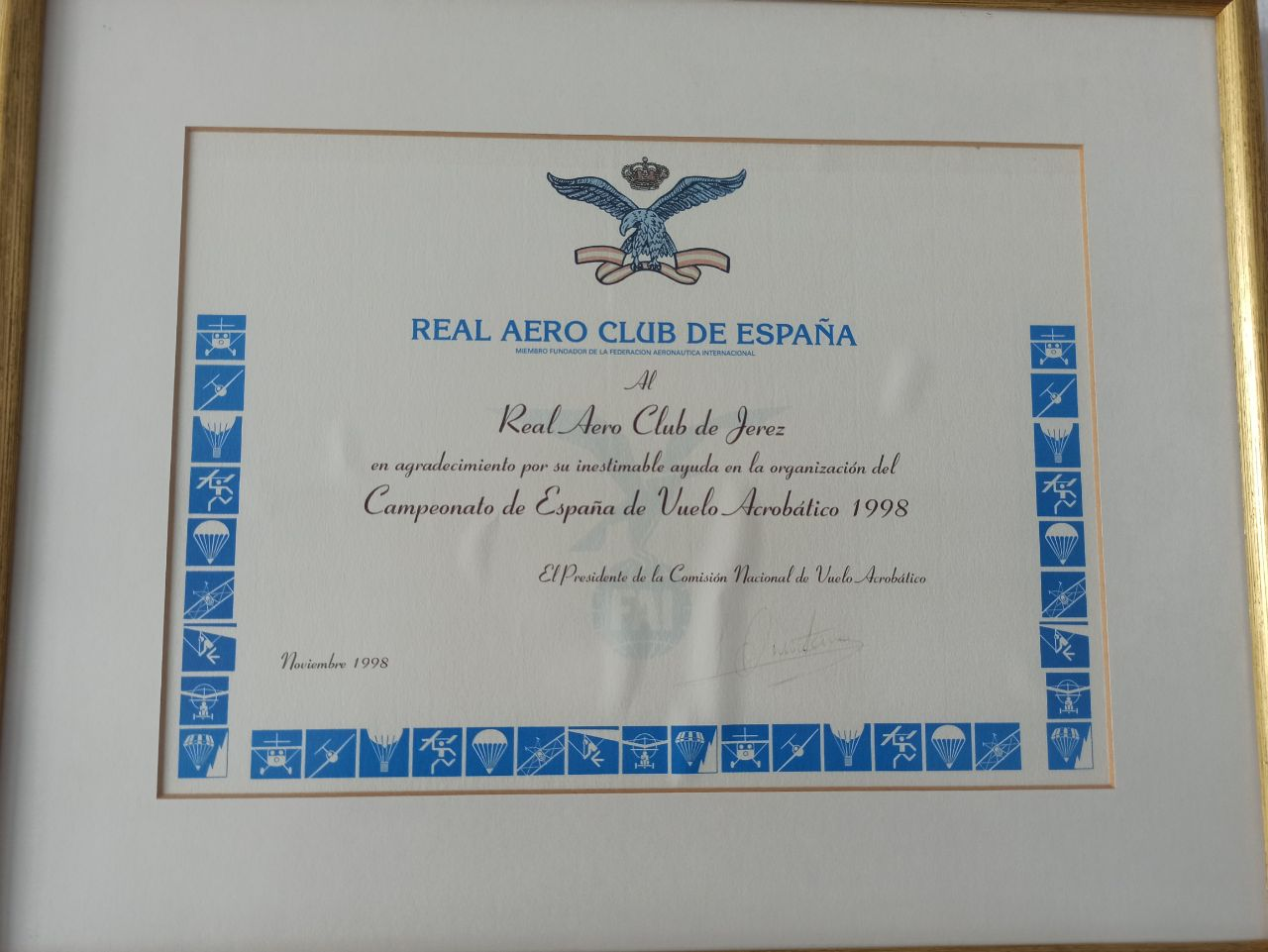
Diploma emitido por el RACE al Aeroclub de Jerez en agradecimiento a su ayuda en la organización del Campeonato de España de vuelo acrobático del año 1998.

Entre 1996 y 2000 el aeroclub organizó cinco festivales aéreos para acercar la aviación a la ciudad de Jerez.
II Festival Aéreo
Con motivo de las Fiestas de Otoño, y tras la buena acogida de la primera edición del Festival Aéreo organizado en el año 1996, el 28 de septiembre de 1997 se organizó en el Circuito de Jerez el II Festival Aéreo Ciudad de Jerez junto a las Fuerzas Armadas españolas y en el que se estimaba una afluencia de público de más de 50.000 personas. 
En este festival contó con las siguientes aeronaves: 
- F-18 Hornet
- P-3 Orion
- Northrop F-5
- Helicópteros Bell 212
- AV-8B Harrier II

Los AV-8B Harrier II hicieron una demostración de despegue y aterrizaje vertical en una de las rectas del Circuito de Jerez.
Por último y como parte del programa acrobática, la Patrulla Águila realizó un vuelo de acrobacia en formación y el piloto acrobático español, Ramón Alonso, desarrolló un programa acrobático individual en un avión Sukhoi Su-31.
III Festival Aéreo
Tras el éxito de la edición de 1997, el año 1998, se organiza, junto con el Ayuntamiento de Jerez de la Frontera, el III Festival Aéreo Ciudad de Jerez, un festival aéreo en el que participan la Patrulla Águila y la Patrulla Acrobática Paracaidista del Ejército del Aire, PAPEA, procedentes de la Base Aérea de San Javier y Base Aérea de Alcantarilla respectivamente, y en el que, así mismo, las Fuerzas Armadas españolas contribuyen con la presencia de diversas aeronaves, procedentes de diversas base aéreas, como Morón de la Frontera, Escuela de Reactores de Talavera (Badajoz) y Base Aérea de Albacete.
Destacan, entre los modelos desplegados, los siguientes:
- P-3 Orion
- McDonnell Douglas F/A-18 Hornet
- Northrop F-5
- Mirage F 1

IV Festival Aéreo
El 12 de septiembre del año 1999 tuvo lugar la IV edición del Festival Aéreo Ciudad de Jerez, donde se alcanzó la presencia de unas 15.000 personas en el Aeropuerto de Jerez, donde tuvo lugar la exhibición, que contó con un total de veintidós aeronaves y tres helicópteros.
En esta edición se contó, por primera vez en la historia de los festivales aéreos de las Fiestas de Otoño de Jerez de la Frontera, con la patrulla acrobática británica Red Arrows, compuesta por nueve aviones, perteneciente a la Fuerza Aérea Real Británica y que fue la gran protagonista de esta edición.
También, y gracias a la colaboración de la Fuerza Aérea de los Estados Unidos, tres modelos de helicópteros volaron desde la cercana Base de Rota para hacer diversas maniobras de combate, evasión y vuelo en formación:
- SH-3D
- SH-60B
- AB-212

Así mismo, dos aviones AV-8B Harrier II hicieron ejercicios de maniobras a baja altura, al igual que se hizo en II edición de este mismo festival.
Por último, la división de paracaidistas de la Unidad de Operaciones Especiales de las Fuerzas Armadas llevó a cabo una demostración de una operación de salvamento.
V Festival Aéreo
En septiembre del año 2000, tuvo lugar el V Festival Aéreo Ciudad de Jerez, que congregó más de 20.000 personas en el Aeropuerto de Jerez y que posteriormente fue elegido para formar parte del acto de clausura de los Juegos Aéreos Mundiales de 2001, que fueron organizados en diversos puntos de Andalucía un año después.
En este festival, organizado por el Aeroclub de Jerez y que contó con la participación de las Fuerzas Armadas españolas fue dividido en varias partes que incluían demostraciones por parte de la Patrulla Acrobática Paracaidista del Ejército del Aire, PAPEA, exhibiciones acrobáticas por parte de la Patrulla Águila, y diversas maniobras por parte de los siguientes aviones de combate:
- Harrier
- Dassault Mirage F1
- Northrop F-5

### Bautismos de vuelo
Dentro de las actividades divulgativas, el Aeroclub de Jerez dispone, entre otros, de un programa de bautismos de aire orientados a la divulgación de la aviación, de sus técnicas, métodos y procedimientos, objetivos que se consiguen mediante vuelos de corta-mediana duración, pero suficiente para la consecución de los objetivos divulgativos y formativos perseguidos.

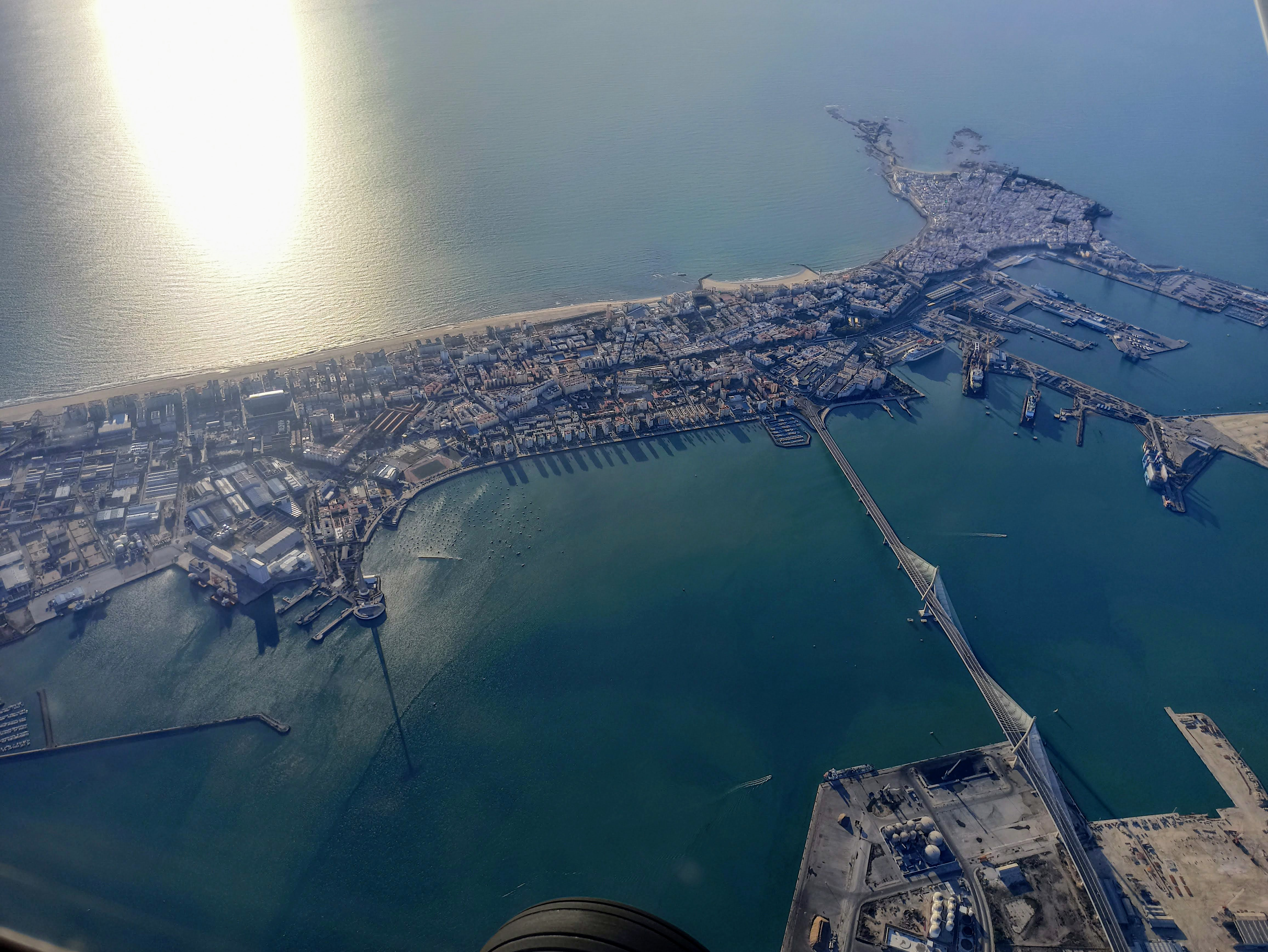
La ciudad de Cádiz desde 6000 pies de altura

Este programa de bautismos de aire o inicio al vuelo ofrece diversas rutas aéreas por la provincia de Cádiz, una que se realiza al este del Aeropuerto y que comprende la Campiña jerezana; la segunda se centra en la desembocadura del Guadalquivir y la tercera se orienta al sobrevuelo de la Bahía de Cádiz.

## Sede
Actualmente, la única sede del Aeroclub de Jerez se encuentra en la zona sur del Aeropuerto de Jerez en la zona APN-A2.
El edificio tiene una fachada en la zona tierra y otra fachada en la zona aire, donde se encuentra la plataforma de aparcamiento de la flota del Aeroclub.

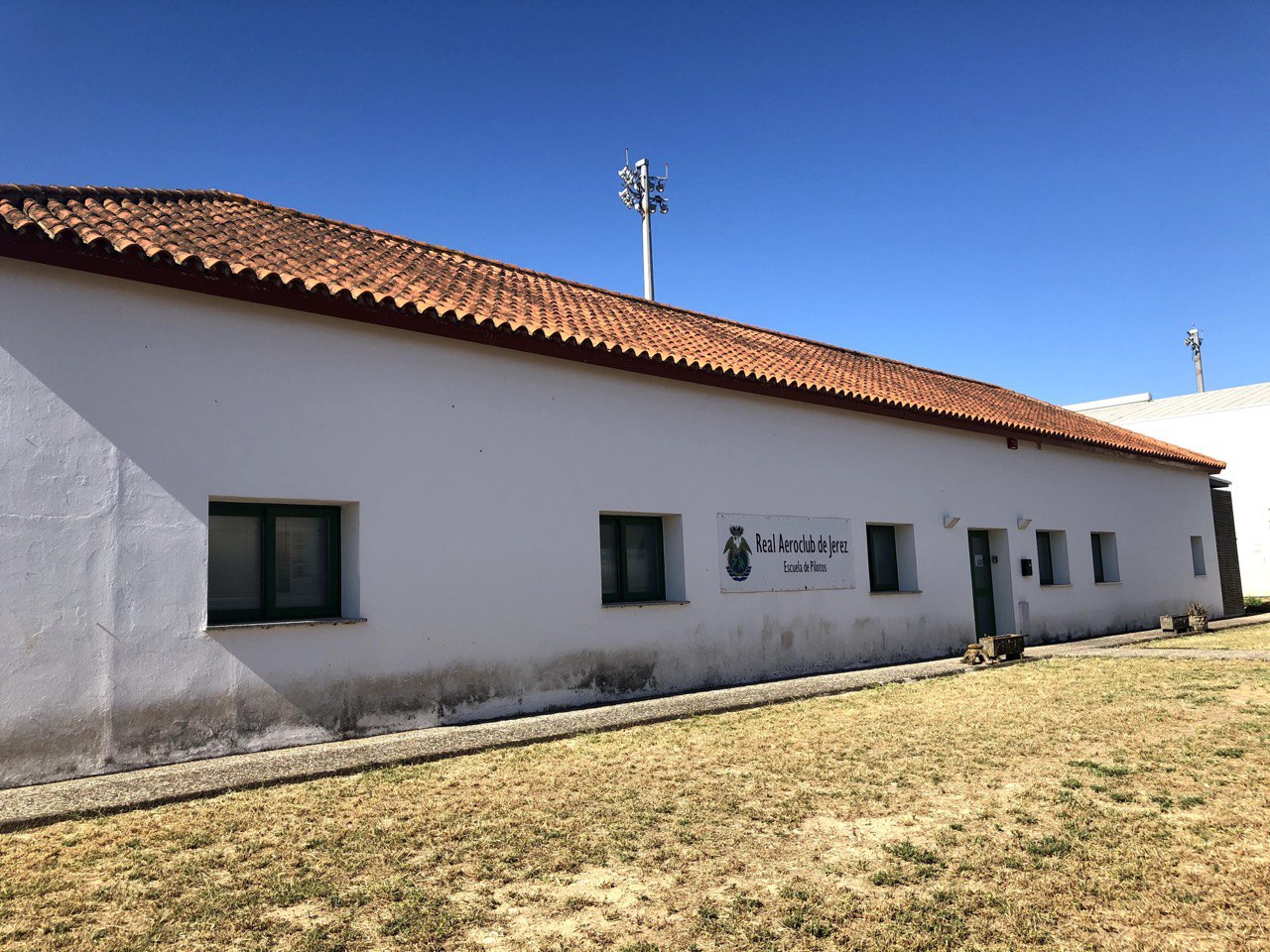
Sede del Aeroclub de Jerez

## Escuela de pilotos

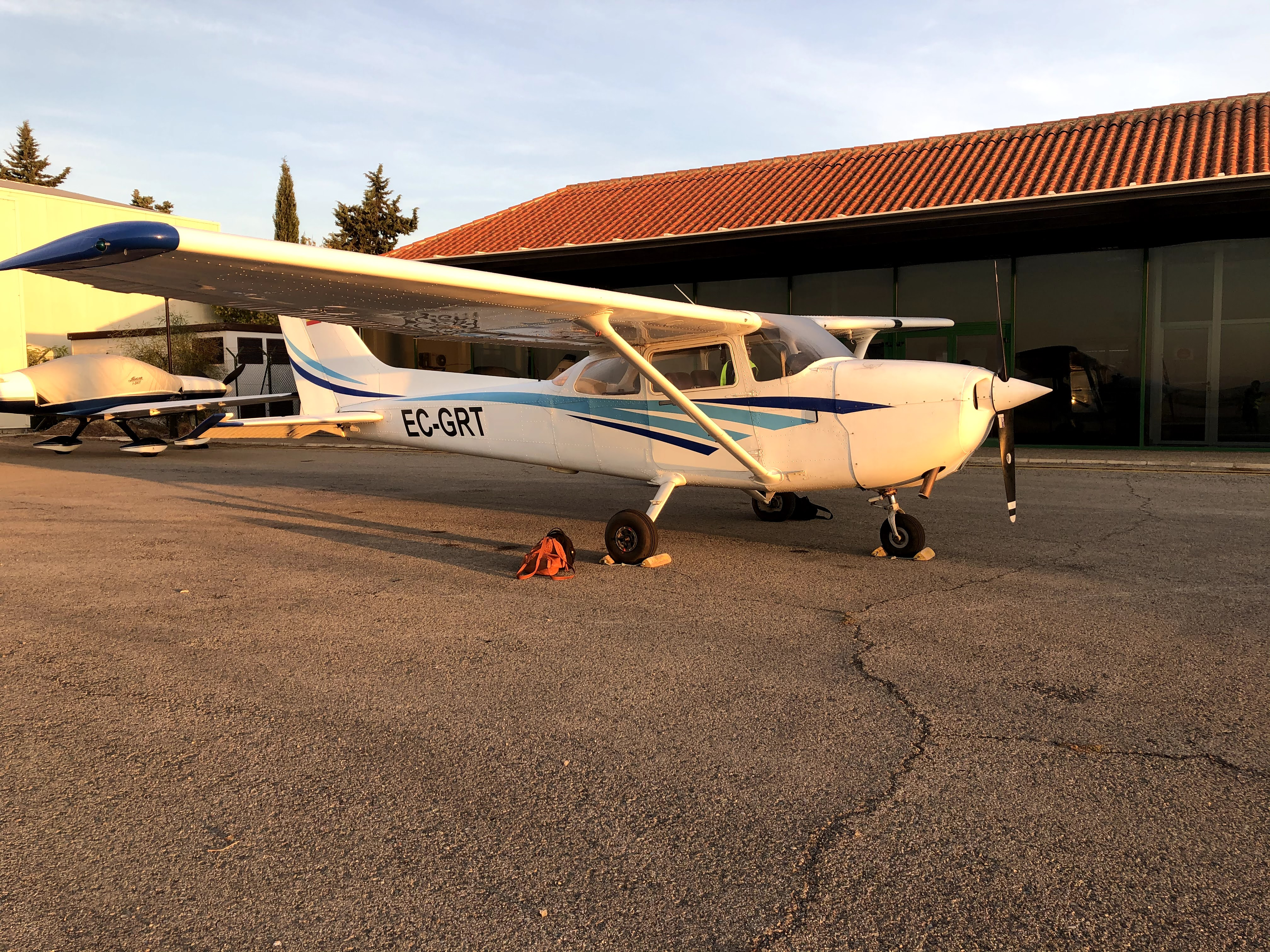
C172P en la plataforma del Aeroclub de Jerez

Además de la divulgación aeronáutica, el Aeroclub fomenta la aviación tanto deportiva como recreativa y para ello ofrece formación de pilotos (no comerciales) con cursos PPL y la habilitación para vuelos nocturnos.
La escuela de Pilotos del Real Aeroclub de Jerez opera desde que se fundó el Aeroclub en el año 1971 y actualmente cuenta con el certificado E-DTO-010 que le permite expedir licencias de vuelo mediante la Agencia Estatal de Seguridad Aérea y que por tanto son válidas en toda la Unión Europea.

## Flota
La primera aeronave del aeroclub fue una Piper Cherokee 200 con matrícula EC-BSV, que fue bendecida por Juan Antonio del Val Gallo, obispo vicario de Jerez de la Frontera.
En 1974 el aeroclub adquirió en Francia una Socata Rallye[cita requerida] con matrícula EC-CHM, que en 1984 vendió al aeroclub de Guadalajara, y en 1979 obtuvo una AISA I-115.
Desde 2019 el aeroclub ha reducido su flota a tan solo un avión básico de entrenamiento: el Cessna 172P con matrícula EC-GRT.

### Aeronaves singulares

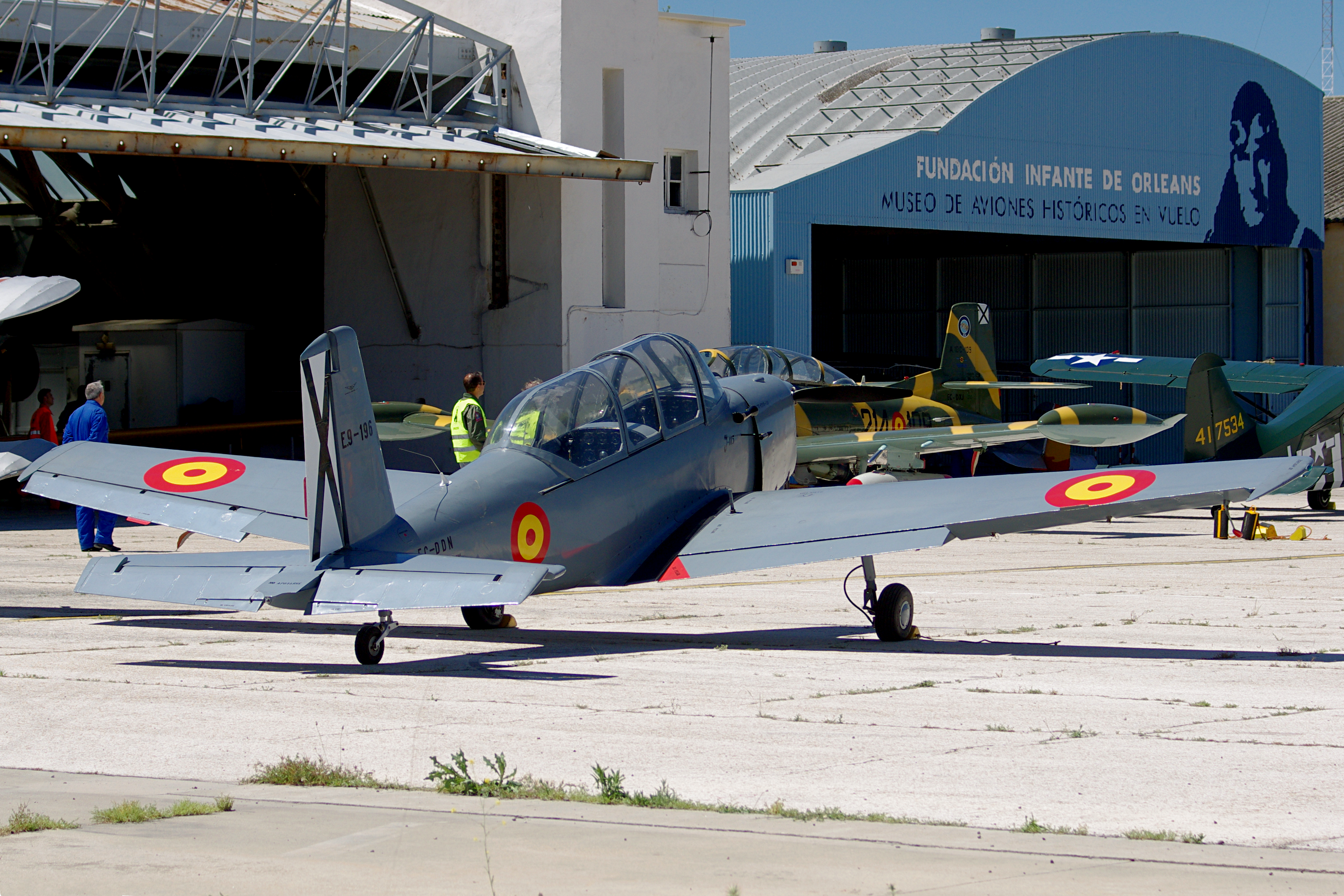
EC-DDN en Cuatro Vientos

Un aeronave singular, que estuvo vinculada con el Aeroclub de Jerez, es la AISA I-115, aeronave de entrenamiento básico que el 4 de enero de 1979 quedó registrada en el R.N.A. con el certificado de aeronavegabilidad nº 1964, siendo propiedad del Real Aeroclub de Jerez con matrícula EC-DDN.
En esta evolución, procedente de otros usos y destinos en el Ejército del Aire Español, fue pintada en azul intenso con una banda horizontal amarillo limón que cubría desde el buje de la hélice hasta la cola y otras en el mismo color cubriendo en diagonal alas y timón de profundidad. En el timón de dirección lucía un escudo redondo con la imagen de una «Pitufina», nombre por el que se empezó a conocer al avión.
Una vez desmontada y almacenada en el hangar del RACE, ya próxima al final de su vida, es reservada por miembros de la Fundación Infante de Orleans,  cambiando su decoración de “Pitufina” por los colores tradicionales de su vida en el Ejército del Aire, aunque al principio no llevó escarapelas ni numerales, volviendo a volar el 17 de junio de 1992 en el seno de la FIO, pasando a formar parte del Museo de aviones históricos en vuelo, siendo conocida como la “Garrapata”.